# 费尔班克斯街站
费尔班克斯街站（英語：Fairbanks Street station）是位于马萨诸塞州布鲁克莱恩的地面轻轨站。车站在灯塔街行车道之间的分隔带中，波士顿轻轨绿线C支线在此站停靠。费尔班克斯街站共有两座側式月台，车站并不是无障碍车站。

## 车站结构
| G 街道/站台层 | 侧式站台，右侧开门 | 侧式站台，右侧开门            |
| G 街道/站台层 | 出城               | 往克利夫兰环岛 （华盛顿广场） |
| G 街道/站台层 | 入城               | 往波士顿北站 （布兰登酒店）   |
| G 街道/站台层 | 侧式站台，右侧开门 |                               |